# ماركو كانيرا
ماركو أنتونيو سيمويس كانيرا (مواليد 09 فبراير 1979 في سينترا) (بالإنجليزية: Marco António Simões Caneira)‏ الشهير باسم ماركو كانيرا لاعب كرة قدم برتغالي يلعب حاليا في نادي الدرجة الممتازة سبورتنغ لشبونة البرتغالي منذ 2008 في مركز قلب الدفاع كما أنه يجيد اللعب في مركزي الظهير الأيمن والأيسر .

## المسيرة الرياضية
بدأ كانيرا مسيرته الرياضية ناشئا في نادي سبورتنغ لشبونة سنة 1995 ثم تم تصعيده إلى الفريق الأول في سنة 1997 . تمت إعارته إلى نادي سالغويروس موسم 1997/1998 بعدما وقع على أول عقد احترافي في مسيرته الرياضية تمت إعارته إلى نادي بيرامار موسم 1998/1999 . عانى كانيرا من سوء تدبير مدير أعماله باولو باربوزا لصفقات انتقاله حيث انتقل بالإعارة إلى نادي ألفيركا موسم 1999/2000 ثم انتقل إلى نادي إنتر ميلان الإيطالي في صيف سنة 2000 ولكن تمت إعارته 3 مواسم متتالية بداية من الانتقال بالإعارة إلى نادي ريجينا طوال موسم 2000/2001 ثم إلى نادي بنفيكا موسم 2001/2002 ثم إلى نادي بوردو الفرنسي موسم 2002/2003 . بعد تقديم كانيرا أداء عالي المستوى قرر مسئولو نادي بوردو تحويل عقد الإعارة إلى عقد دائم حيث وقع اللاعب على عقد يمتد لأربع سنوات . على الرغم من تقديم كانيرا أداء ثابت المستوى طوال موسمين إلا أنه تمت إعارته إلى نادي فالينسيا الإسباني موسم 2004/2005 . ساهم كانيرا في تتويج نادي فالنسيا ببطولة كأس السوبر الأوروبي موسم 2004/2005 . استطاع كانيرا أن يقدم أداء جيد مع النادي الإسباني وبالتالي تقرر تحويل عقد الإعارة إلى عقد دائم في صيف 2005 . مجددا تمت إعارة كانيرا غلى ناديه الأم سبورتنغ لشبونة طوال موسم 2006/2007 حيث ساهم في التتويج ببطولة كأس البرتغال . بعد عودته إلى نادي فالنسيا ساهم في تتويجه ببطولة كأس إسبانيا موسم 2007/2008 . انتقل كانيرا بشكل نهائي إلى نادي سبورتنغ لشبونة في 25 يونيو 2008 مقابل 1.5 مليون يورو موقعا على عقد يمتد لأربع سنوات .
تم استدعاء كانيرا إلى صفوف منتخب البرتغال للمشاركة في بطولة كأس العالم لكرة القدم 2002 التي أقيمت في كوريا الجنوبية واليابان ولكنه لم يلعب في أي مباراة . لم يتم استدعائه للمشاركة في بطولة كأس الأمم الأوروبية لكرة القدم 2004 التي أقيمت في البرتغال ولكنه انضم لمنتخب البرتغال في بطولة كأس العالم لكرة القدم 2006 التي أقيمت في ألمانيا حيث شارك في المباراة الثالثة ضمن الدور الأول أمام منتخب المكسيك والتي انتهت بالفوز 2/1 . أصبح مجموع عدد المباريات الدولية 25 .

## روابط خارجية
- ماركو كانيرا على موقع الاتحاد الدولي (مؤرشف)  (الإنجليزية)
- ماركو كانيرا على موقع الاتحاد الأوربي (الإنجليزية)
- ماركو كانيرا على موقع رابطة كرة القدم الفرنسية للمحترفين (الإنجليزية)
- ماركو كانيرا على موقع قاعدة بيانات كرة القدم.إي يو (الإنجليزية)
- ماركو كانيرا على موقع ليكيب (الفرنسية)
- ماركو كانيرا على موقع ناشيونال فوتبول تيمز (الإنجليزية)
- ماركو كانيرا على موقع Soccerway.com (الإنجليزية)
- ماركو كانيرا على موقع كووورة
- ماركو كانيرا على موقع AS.com (الإسبانية)